# Garde de Bordon
La Garde de Bordon est un sommet des Alpes valaisannes en Suisse. Il se trouve juste au sud de la Corne de Sorebois.

## Géographie
Elle est située sur le versant ouest du val de Zinal, juste au-dessus de Zinal. Elle sépare le val de Zinal du val de Moiry.